# Hansruedi Führer
Hansruedi Führer (Berna, 24 de dezembro de 1937) é um ex-futebolista suíço que atuava como defensor.

## Carreira
Hansruedi Führer fez parte do elenco da Seleção Suíça de Futebol, na Copa do Mundo de 1966.